# Mann von Damendorf

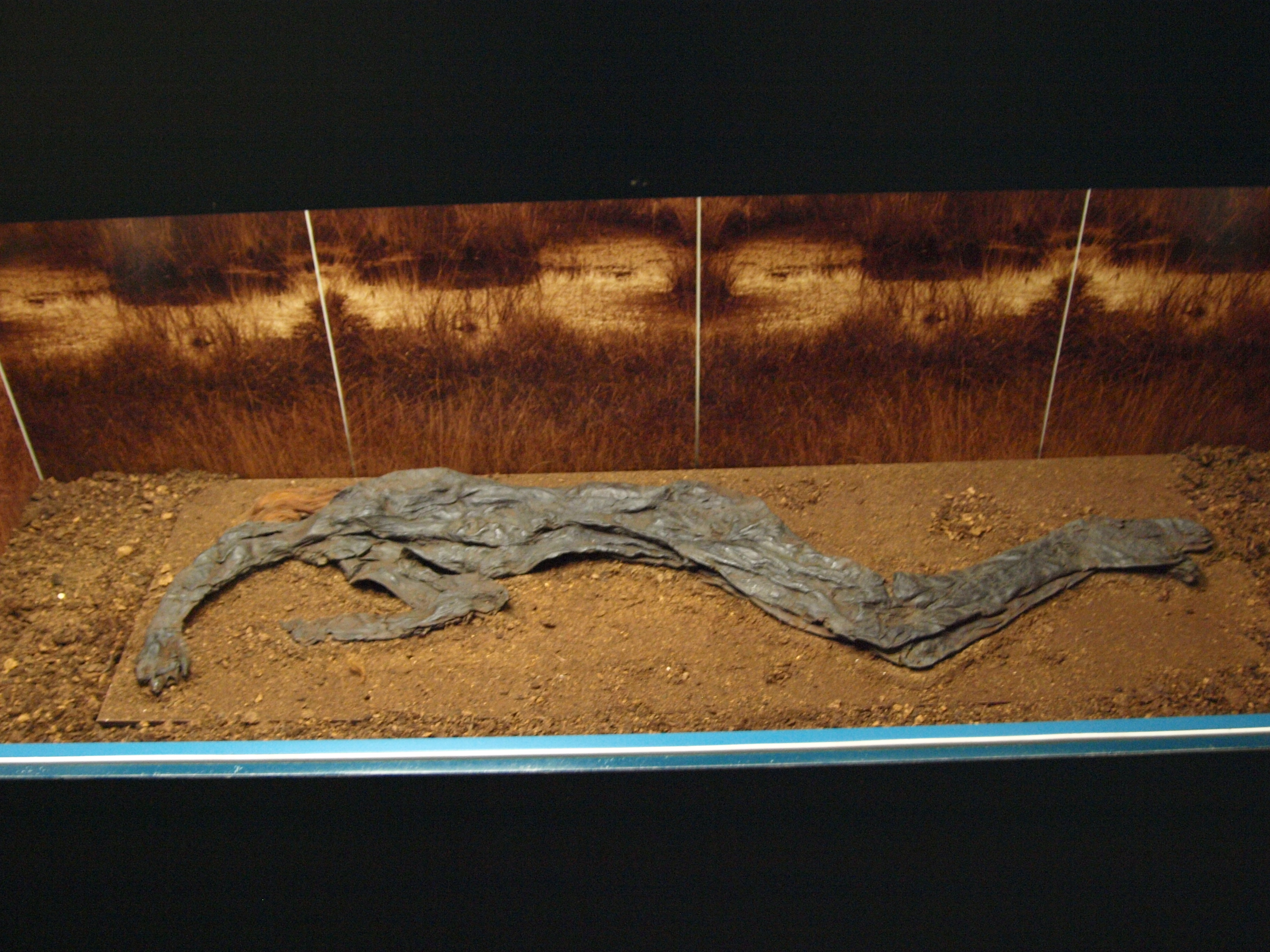
Mann von Damendorf

Der Mann von Damendorf (auch Damendorf 1900) ist eine Moorleiche aus der Römischen Kaiserzeit, die im Jahr 1900 beim Torfstechen im Seemoor bei Damendorf im Schleswig-Holsteinischen Kreis Rendsburg-Eckernförde gefunden wurde. Die Kleidung sowie die Hauthülle des Mannes sind hervorragend erhalten und befinden sich in der Dauerausstellung des Archäologischen Landesmuseums Schloss Gottorf in Schleswig.

## Fundort
Das Seemoor hat eine Fläche von 23 ha, liegt etwa 200 Meter östlich der Gemeinde Damendorf und etwa 1500 Meter nordwestlich von Groß Wittensee in der Landschaft Hüttener Berge. In dem Moor wurde in der Vergangenheit Torf als Brennstoff abgebaut. Heute ist es ein Feuchtgebiet mit weitgehend naturbelassenen Flächen, das als Naturerlebnisraum ausgewiesen und mit einem etwa 2,5 Kilometer langen Rundwanderweg erschlossen ist.

### Weitere Funde
Im nahe gelegenen Ruchmoor bei Damendorf wurden insgesamt drei menschliche Leichen gefunden. Im Jahre 1884 und 1947 Reste von Leichen und Kleidung, die jedoch nicht mehr erhalten sind. Außerdem wurden 1934 der Schädel und einige Knochen eines etwa 14-jährigen Mädchens, sowie Kleidungsreste, einige Pfähle, Steine und ein Lederbehälter, gefunden, die in die Bronzezeit datiert wurden.

## Fund
Am 28. Mai 1900 stießen zwei Torfarbeiter auf der Parzelle des Damendorfer Gastwirts Hagge beim Torfstechen in etwa 2,5 bis drei Metern Tiefe auf Reste wollener Kleidungsstücke, und beim Weitergraben trafen sie auf die Leiche eines Menschen. Die Arbeiter meldeten ihren Fund dem Damendorfer Gemeindevorsteher Sye, der die Fundmeldung an den Landrat Freiherrn von der Reck weitergab. Der Landrat telegrafierte die Fundmeldung umgehend an das Museum vaterländischer Alterthümer in Kiel, worauf der Museumskurator Dr. Splieth und von der Reck nach Damendorf reisten um den Fund zu untersuchen und zu sichern. Der Fund wurde dem Besitzer der Moorparzelle Hagge abgekauft, sorgfältig verpackt und traf am 1. Juni im Museum ein, worauf die ersten Konservierungsmaßnahmen eingeleitet wurden.

## Konservierung
Zunächst wurde die Oberseite der Leiche mechanisch von Pflanzenwurzeln befreit, die teilweise durch die Haut gedrungen waren. Anschließend wurde der Körper mit einer Lösung aus 0,1 % Sublimat und Alkohol abgewaschen, um Schimmelbefall zu verhindern. Damit die Leiche bei der anschließenden Trocknung nicht zu stark schrumpfte, wurde sie in Glycerin und Terpentin getränkt. Schließlich wurde die Leiche mehrere Wochen unter Zugluft vollständig getrocknet.

## Befunde
Der Mann von Damendorf lag auf der linken Körperseite, sein Kopf war etwas in den Nacken gezogen und ruhte auf dem ausgestreckten linken Arm. Der rechte Arm war über dem Kopf ausgestreckt. Beide Beine waren leicht angewinkelt. Sein Körper ist, durch die über ihm lastenden Torfschichten, auf eine Stärke von nur ein bis vier Zentimetern flachgedrückt. Innerhalb der Hauthülle des Mannes wurden erhaltene Skelettteile, unter anderem Teile des Beckens, Reste von Gehirnmasse und Gedärmen gefunden. Seine durch die Moorsäuren rötlich verfärbten Haare waren an den Seiten etwa 15 cm lang, vorn jedoch auf etwa 2 cm eingekürzt. In den Haaren fanden sich ungewöhnlich hohe Konzentrationen an Quecksilber und Blei, die darauf schließen lassen, dass der Mann zu Lebzeiten Metalle wie Gold oder Silber verarbeitet hat, aus deren Schmelzen diese Schwermetalle ausgasen. Todesursache war wohl ein noch deutlich erkennbarer Einstich in der Herzgegend, vermutlich eine Messerstichwunde. Durch eine 14C-Untersuchung konnte der Mann von Damendorf in die Römische Kaiserzeit, genauer 135–335 n. Chr. datiert werden.

## Kleidung

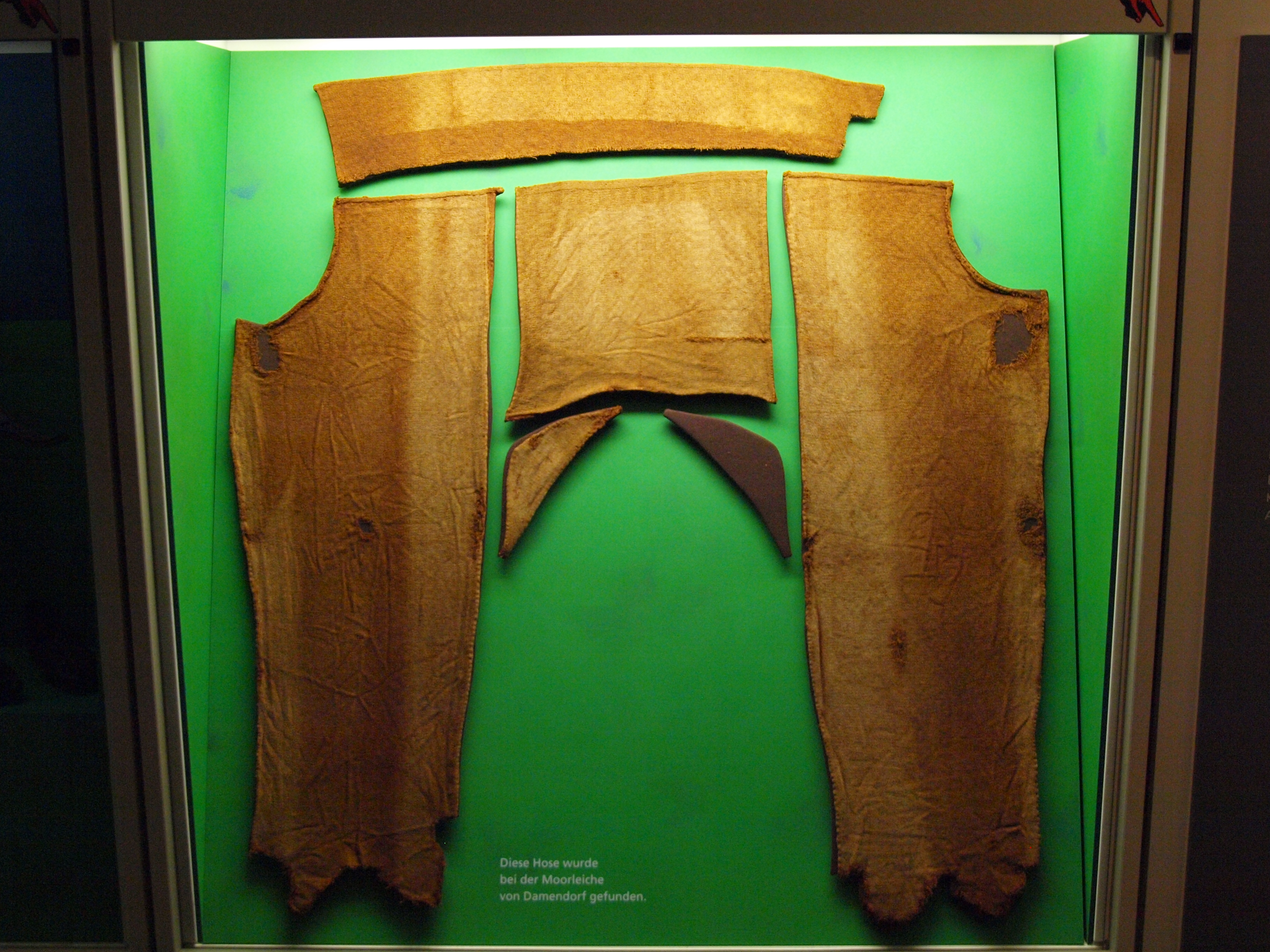
Einzelteile der Hose des Mannes

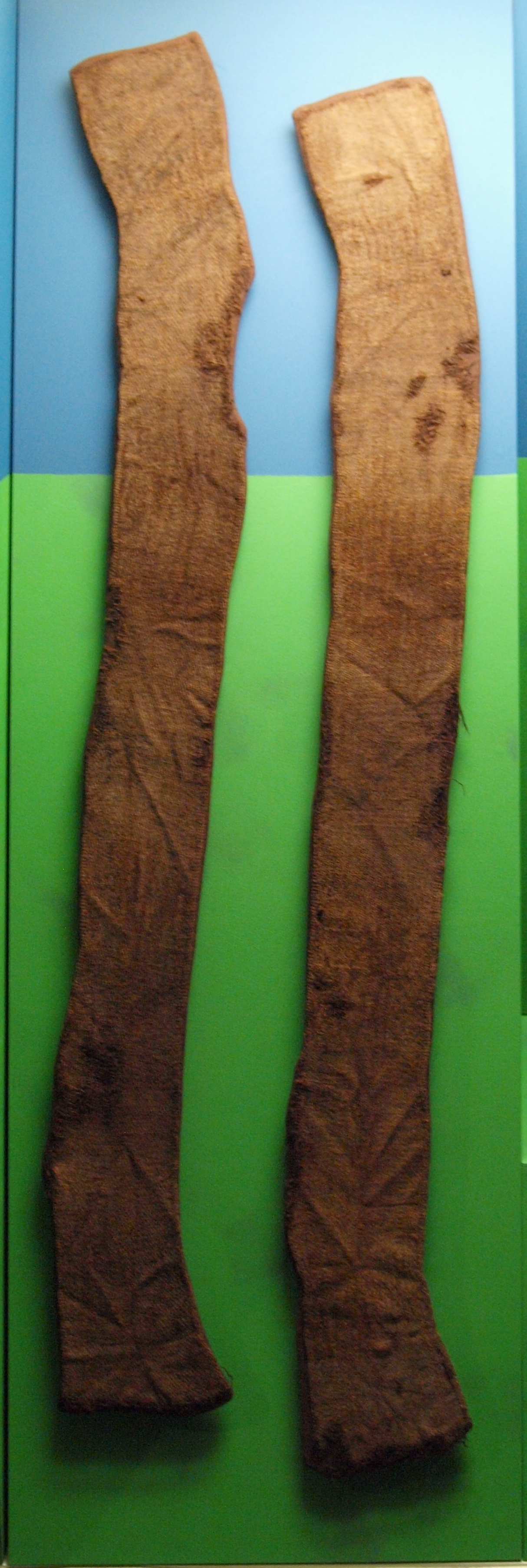
Die abgerollten Wadenwickel

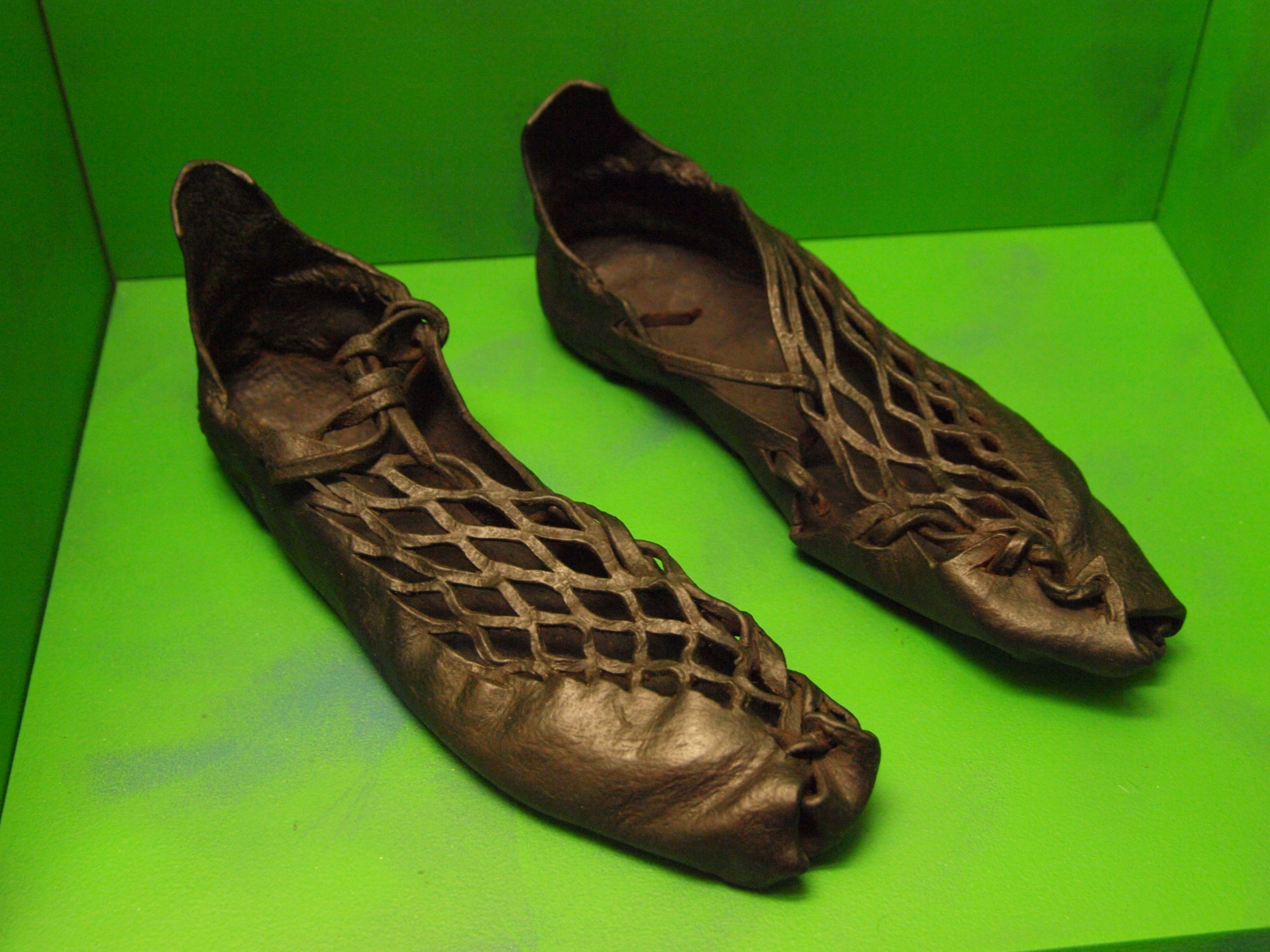
Bundschuhe des Mannes

Mit dem Toten wurden zahlreiche Kleidungsstücke gefunden, darunter ein Mantel, der die Leiche bedeckte, eine lange Hose, die zu seinen Füßen lag, ein Paar Wadenwickel, lederne Bundschuhe, sowie zwei lederne Riemen. Alle erhaltenen Textilien bestehen aus Wolle, die durch die Einwirkung der Moorsäuren eine mittelbraune Farbe angenommen hatten. Die ledernen Schuhe und Riemen haben dagegen eine dunkel- bis schwarzbraune Farbe angenommen.

### Mantel
Der Mantel war ursprünglich rechteckig mit einer Länge von etwa 238 cm und einer Breite von 183 cm am oberen Ende und 165 cm am unteren. Das Manteltuch ist in zwei Fragmenten von 52 × 32 cm und 66 × 96 cm erhalten. Das Tuch war stark abgenutzt, an mehreren Stellen gestopft und mit aufgesetzten Flicken aus gröberem Tuch ausgebessert worden. Die oberen 75 cm des Manteltuchs waren umgeschlagen und überwendlich festgenäht, so dass der Mantel bei der Niederlegung im Moor eine annähernd quadratische Form hatte. Das Tuch selbst war in einem Gleichgratköper gewebt, der stellenweise in Tuchbindung übergeht. Das Gewebe wurde mit 3,6 Z-gedrehten Fäden in Kette und etwa 3,3 ebenfalls Z-gedrehten Fäden im Schuss gewebt, wobei die Schussfäden eine lockerere Drehung aufwiesen als die Kettfäden. Stellenweise liegen die Kettfäden doppelt in den Fächern. In regelmäßigen Abständen wurden Gruppen von zwei mal drei andersfarbigen, vermutlich rot gefärbten, Schussfäden verwebt, wodurch auf dem fertigen Tuch ein dekoratives Streifenmuster entstand. Die übrigen Kett- und Schussfäden bestanden aus ungefärbter, leicht kräuseliger Schafwolle mit nur wenigen Stichelhaaren. Der Mantel aus Damendorf ist mit erhaltenen Mänteln wie aus dem Thorsberger Moor, dem Vehnemoor oder Vaalermoor gut vergleichbar. In Größe und qualitativer Ausführung entspricht er jedoch eher den kleineren und einfacheren Exemplaren wie beispielsweise denen des Mannes von Obenaltendorf oder des Mannes von Bermuthsfeld.

### Hose
Die Hose ist in sechs losen Stoffteilen nicht ganz vollständig erhalten. Alle Nähte waren aufgelöst, was höchstwahrscheinlich auf Nähfäden aus Leinen zurückzuführen ist, die in den Moorsäuren vergangen sind. Alle Stoffteile ließen sich jedoch, nach Vorbild der Hose aus dem Thorsberger Moor, zu einer knöchellangen Hose rekonstruieren. Das Tuch der Hose erscheint heller und feiner als das des Mantels. Es wurde in einem sorgfältigen Rautenköper mit etwa 12 Fäden je Zentimeter gewebt. Die Hose hat nach der Restaurierung eine Länge von 115 cm und die Weite des beschädigten Bundes beträgt etwa 85 cm. Den unteren Abschluss der Hosenbeine bildeten Laschen, die vermutlich unter den Füßen als Stege vernäht waren. Auf Höhe der Knie zeigt der Hosenstoff stärkere Abnutzungsspuren.

### Wickelbinden
Bei der Leiche lagen zwei Wickelgamaschen aus Wolle mit Längen von je 105 und Breiten von 10 cm. Die Gewebe wurden in Köperbindung auf Form gewebt und besitzen auf drei Seiten feste Webkanten, die vierte Seite ist nur beschädigt erhalten.

### Gürtel
Der lederne Gürtel ist in zwei Bruchstücken mit einer Gesamtlänge 75 cm erhalten. Der drei cm breite Riemen ist zu den Enden auf zwei cm verjüngt und an einem Ende umgebogen und mit einigen Stichen vernäht, das andere Ende ist mit sieben Löchern versehen, wovon eines stärker aufgeweitet ist. Metallene Teile einer Schnalle sind nicht erhalten, diese bestand vermutlich aus Eisen und ist im sauren Moormilieu vergangen. Die Oberfläche des Riemens ist mit sieben Gruppen aus eingepressten liegenden Kreuzen und senkrechten Strichen verziert. Die Gesamtlänge des Gürtels lässt sich nicht mehr rekonstruieren, da die Bruchflächen der beiden Teile nicht aneinander passen.

### Schuhe
Die Bundschuhe wurden aus je einem einzigen Stück behaartem Rindleder geschnitten. Die Fersen sind mit Nähfäden aus Sehne oder Darm vernäht und durch eine angesetzte Kappe erhöht. Auf dem Fußrücken wurde das Leder des Schuhes durch zahlreiche geometrisch angeordnete Einschnitte gestreckt und in Form gebracht und auf der Innenseite der Füße durch einen durchgezogenen Riemen auf dem Rist verschnürt. Reste von Haaren auf der Innenseite des Schuhleders deuten an, dass die Rinderhaut noch behaart war und mit der Haarseite nach innen getragen wurde. Auf den Sohlen waren nach der Bergung noch deutlich vollständige, etwa 24 cm lange, Fußabdrücke erkennbar. Nach der Konservierung hatten die Schuhe eine Länge von 27 cm, was der modernen Schuhgröße 38 entspricht, wobei eine gewisse Schrumpfung gegenüber der ursprünglichen Größe durch die lange Lagerung im Moor und der anschließenden Konservierung zu berücksichtigen ist.